# Нарративная фигурация

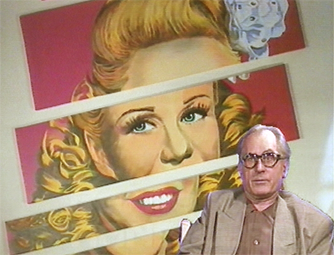
Художник Бернар Рансельяк на фоне своего полотна

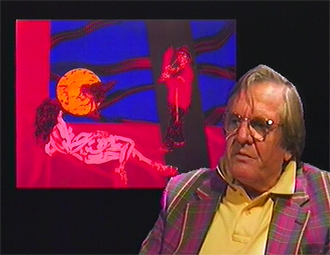
Художник Антонио Рекалькати на фоне своего полотна

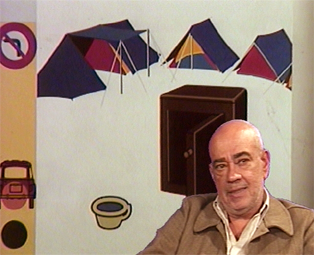
Художник Эрве Телемак на фоне своего полотна

Нарративная фигурация — художественное движение, близкое к поп-арту, появившееся в живописи, в начале 1960- х годов во Франции. Возникло в противовес абстракционизму, и рассматривается искусствоведами как составная часть нового реализма. Дословно название движения «Figuration narrative», может быть переведено с французского языка как «Повествовательное изображение».

## Зарождение
В июле 1964 года французский критик Жеральд Гассио-Талабо и пара художников, Бернар Рансельяк и Эрве Телемак, провели коллективную выставку под названием «Современные Мифологии» в парижском музее современного искусства. Молодые художники-экспериментаторы Франции и Италии впервые получили возможность выставиться совместно под одной крышей в серьёзном музее. С этого момента новое художественно направление признаётся сообществом и становиться популярным. Время становления нового движения совпало с мировой волной популярности на американское поп-арт искусство, которое завоёвывает западную часть Европы, так за несколько дней до старта выставки американский художник Роберт Раушенберг получил Гран-при Венецианского биеннале.
Французские художники стоявшие у истоков создания нарративной фигурации ставят перед собой цель — сделать искусство мощным инструментом новых социальных трансформаций. Окончательно движение сформировалось к середине 60-х годов XX века и являло собой новое течения европейской живописи, близкое к поп-арту.
В октябре 1965 года Жеральд Гассио-Талабо представляет в Галерее Круз в Париже выставку «Нарративная фигурация в современном искусстве», где был выставлен полиптих «Живи и дай умереть или трагический конец Марселя Дюшана» авторами которого были французы Жиль Эйло, Эдуардо Арроё и итальянец Антонио Рекалькати, ставший манифестом нового движения (в 2013 году он был приобретён Музеем королевы Софии в Мадриде, где и хранится). В следующем году выставка «Комикс и нарративная фигурация» демонстрируется в Музее декоративного искусства в Париже.

## Формы
Визуальные образы, диктуемые окружающей действительностью 1960-х годов: кино и фотокадры, настенная реклама, иллюстрация, комиксы, в сочетании с классической живописью и скульптурой, получили самую неожиданную переработку. Такое «повторное использование» популярных знаков и клише снимает авторитарность их первичного сообщения, позволяя найти иные способы художественного повествования и вскрыть политический подтекст окружающей действительности.
Со временем приверженцы движения вступают в дискуссию с окружающим их художественным сообществом, упрекая членов Парижской школы в социальной нейтральности. Также художники были настроены против американского поп-арта, который они считали слишком гегемонистским, слишком формальным, безразличным к политической борьбе того времени и недостаточно критичным для общества потребления, обвиняя его в создании «искусстве ради искусства».
В конце 1960-х годов многие из них политически ангажировались и активно поддержали студенческую революцию 1968 года.

## Коллективные работы
Движение активно выступало за создание коллективных произведений, особенно в форме полиптихов, используемых художником Эдуардо Арроё с 1963 года («Четыре диктатора» или «Телемах с Клементиной»). Первое из этих коллективных произведений под названием «Страсть в пустыне» (Музей современного искусства Парижа), выполненное в 1965 году Арроё, Эйло и Рекалькати, представляет собой серию из 13 полотен, вдохновлённых рассказом Бальзака о трагической любви солдата Бонапарта, где каждый художник имел полную свободу изменять произведение двух других, так как ему это было угодно, чтобы, тем самым, отменить «личный вклад», считающуюся основой буржуазной идеологии искусства.
Полиптих «Живи и дай умереть или трагический конец Марселя Дюшана» (1965), представленный копией знаменитой картины Марселя Дюшана «Обнажённая спускающаяся по лестнице» стал подлинным манифестом изобразительных намерений движения, он был создан теми же художниками. Последовательность из восьми картин изображает убийство Дюшана тремя главными художниками полиптиха, таким образом нападая на концептуальное искусство, защищаемое этой символической фигурой авангарда, являвшееся символом интеллектуальных фальсификаций буржуазной культуры. В восьмой и последней картине полиптиха американцы Энди Уорхол и Пьер Рестани рассматриваются как защитники нового реализма и поп-арта, поддерживающие заднюю часть гроба Дюшана, покрытого американским флагом, которому предшествует Арман, Клас Ольденбург и Марсьяль Райс во главе с Робертом Раушенбергом.
Другие художники — Анри Куэко, Люсьен Флери, Гилт, Жан-Клод Латиль, Мишель Парре и Жерар Тиссеран — были объединены в группу Malassis с 1970 по 1977 год. Одним из наиболее важных произведений этой группы является работа «Великий Мешуй, или двенадцатилетняя история Франции» (1972, Музей изящных искусств Доля), состоящая из 50 картин, отражающих действия правительства.
В 1977 году выставка «Современные Мифологии 2» была представлена в Музее современного искусства в Париже.

## Наследие
В 2006 году в музеях изобразительного искусства Орлеана и Доля была проведена большая ретроспективная выставка под названием «Нарративная фигурация в публичных коллекциях», затем вторая в 2008 году в Большом дворце в Париже и Валенсийском институте современного искусства.